# Mirliva
Mirliva (osmanisch أمير لواء), auch Liva General bzw. Liva Admiral, war ein Dienstgrad in der Osmanischen Armee und der Osmanischen Marine, der einem Generalmajor bzw. Konteradmiral entsprach. Dem osmanischen Vorbild entsprechend gab es den Rang auch in der ägyptischen Armee und Marine des 19. Jahrhunderts.

## Rîyale und Mirliva
Bis 1855 hieß der Marinedienstgrad Rîyale (auch: Riala). Diese ursprüngliche Bezeichnung war abgeleitet vom italienischen Wort Reale (zumeist eine der vornehmsten Galeeren, die den Konteradmiral trug) und hatte ihr Vorbild in der venezianischen Marine. In der osmanischen Marine war der Rîyale der nach Kapudan Pascha (Admiral) und Patrona (Vizeadmiral) dritte Befehlshaber der Flotte (Konteradmiral).
Die Flagge des Riyale und seines Schiffes war die rote osmanische mit weißem Halbmond und Stern, die um drei silberne Kanonenkugeln im roten Feld ergänzt wurde.

## Liwa-General und Liwa-Admiral
Die spätere Bezeichnung Mirliva (eigentlich Mîr-i livâ) war abgeleitet von den osmanischen Wörtern Mir (Befehlshaber) und Liwa (Brigade), wörtlich übersetzt also eher Brigadegeneral bzw. Kommodore (Flottillenadmiral). Der Dienstgrad rangierte aber zwischen dem eines Obersten bzw. Kapitäns (Miralay) und dem eines Generalleutnants bzw. Vizeadmirals (Ferik bzw. Patrona). Mit der Abschaffung des Patrona entsprach der Mirliva von 1876 bis 1909 faktisch sogar einem Vizeadmiral.

## Tuğgeneral und Tuğamiral
Nachdem der Dienstgrad kurzzeitig auch in die Türkische Armee und die Türkische Marine übernommen worden war, wurde er 1934 durch die neugeschaffenen Bezeichnungen Tuğgeneral (Generalmajor) bzw. Tuğamiral (Konteradmiral) ersetzt. Diese Bezeichnungen sind abgeleitet von Tugay, der türkischen Entsprechung für das arabische Liwa (Brigade).